# Grossmont Transit Center
La estación Grossmont Transit Center o Centro de Transito de Grossmont es una estación de la línea Naranja y la línea Verde del Tranvía de San Diego, la estación cuenta con cuatro vías y dos plataformas laterales. La estación Grossmont es el principal punto de transferencia para las personas que se dirigen hacia otros estaciones de la línea Naranja o la línea Verde. Actualmente la estación se encuentra bajo extensas renovaciones ya que se encontraba un poco descuidada.

## Conexiones
- Con las líneas del Sistema de Tránsito Metropolitano MTS 1, 14, 854. De aquí las personas pueden ir hacia el Hospital Grossmont y el centro comercial Grossmont Transit Center.